# 馬赫穆達巴德 (西阿塞拜疆省)
馬赫穆達巴德是伊朗的城市，位於該國西北部烏爾米耶東南面155公里，由西阿塞拜疆省負責管轄，距離首都德黑蘭440公里，海拔高度1,337米，2006年人口5,817。